# Ewald Joachim von Kleist
Ewald Joachim von Kleist (* 1657 in Vietzow; † 1716 ebenda) war ein pommerscher Landrat und Diplomat in kurbrandenburgischen Diensten.

## Leben

### Herkunft
Ewald Joachim von Kleist entstammte dem einflussreichen pommerschen Geschlecht derer von Kleist, das sich seit dem 17. Jahrhundert über Pommern hinaus zu einer der führenden preußischen Offiziers- und Beamtenfamilien entwickelte, die bis in das 20. Jahrhundert immer wieder hohe Stellungen in Verwaltung und Armee bekleidete. Er war der zweite Sohn des Ewald Georg von Kleist († 1681), Erbherrn auf Vietzow und Drenow, und der Maria Agnisa von Massow († 21. Juli 1675).

### Werdegang
Ewald Joachim von Kleist studierte Rechtswissenschaft an der Universität Frankfurt an der Oder und der Universität Jena, um dort die Voraussetzungen für den höheren Verwaltungsdienst zu erwerben. Nach dem Studium trat er in den pommerschen Verwaltungsdienst und blieb in ihm, obwohl er beim Tode seines Vaters 1681 die Güter Vietzow und Wutzow geerbt hatte. 1689 gehörte er der vom brandenburgischen Kurfürsten Friedrich III. in seiner Eigenschaft als Herzog von Pommern eingesetzten Kommission zur Ermittlung der Quoten der von der Kleistschen Familie zu stellenden Roßdienste und Lehnspferde an. Im Jahre 1691 ernannte ihn der Kurfürst zum hinterpommerschen Landrat für den Belgarder Kreis. In dieser Zeit gab es mit Schweden, das Vorpommern besaß, unterschiedliche Auffassungen über den Grenzverlauf und über die Oberhoheit über das Herzogtum. Zur Verhandlungsdelegation über die strittigen Fragen gehörte auf brandenburgisch-hinterpommerscher Seite Ewald Joachim von Kleist, der für die pommerschen Landstände am 1. November 1699 deren Reversalien an König Karl XII. von Schweden unterschrieb, nachdem diesem die von Brandenburg ihm zugestandene Eventualhuldigung am 5. Oktober für die Neumark und am 9. Oktober 1699 für Hinterpommern geleistet worden war. Damit waren die schwedisch-brandenburgischen Grenzstreitigkeiten zwischen Schwedisch-Vorpommern und Hinterpommern nach dem Hauptvergleich zu Stockholm vom 2. Dezember 1698 und dem Berliner Nebenrezeß vom 13. Februar 1698 endgültig beigelegt.
Ewald Joachim von Kleist behielt sein Landratsamt über 20 Jahre und hat es mit Treue und Gewissenhaftigkeit geführt. Für sein Ansehen zeugte auch, dass er 1706 in einer Urkunde als, das Haupt des Stammes derer von Kleist bezeichnet wurde.
Im Laufe der Jahre erwarb der Landrat einen bedeutenden Grundbesitz. Zu den ererbten Gütern Vietzow und Wutzow kaufte er 1690 das Gut Klein-Krössin hinzu, ferner 1708 den sogenannten Zadtkowschen Holzgrund mit Vorwerk und 1713 das Gut Warnin. Außerdem erbte 1712 noch von seinem Bruder Rüdiger das Gut Muttrin. Er starb dann 1716 und wurde in Vietzow begraben.

### Familie
Verheiratet war er seit dem 5. November 1690 mit Hedwig Magdalena von Blanckenburg, mit der er vier Söhne und sieben Töchter hatte.
Ewald Joachims zweiter Sohn war der als Wissenschaftler berühmte Hofgerichtspräsident Ewald Georg (Jürgen) von Kleist (1700–1748), der Erfinder Kleistschen Flasche, auch Leidener Flasche genannt, der auch Mitglied der Akademie der Wissenschaften in Berlin war. Ewald Joachims älteste Tochter Maria Agnisa heiratete in zweiter Ehe den Kommissionsrat und späteren Landrat Hans Joachim von Kleist.